# Simplice Sarandji
Simplice Mathieu Sarandji, né le 4 avril 1955 à Baoro, est un homme d'État centrafricain, Président de l’Assemblée nationale de la République centrafricaine depuis le 5 mai 2021.

## Biographie
Simplice Sarandji obtient son baccalauréat au lycée moderne de Bouar en 1976. Il obtient ensuite une maîtrise de géographie à l'université Michel-de-Montaigne à Bordeaux en 1983. Il est d'abord professeur de lettres modernes à l'université de Bangui où il est chef de département d’histoire-géographie, avant de devenir doyen de la faculté des lettres et sciences humaines.
Simplice Sarandji est un compagnon de route de Faustin-Archange Touadéra, notamment à l’université de Bangui où il fut secrétaire général quand Touadéra était recteur (2005-2008). Ensuite, Sarandji est son directeur de cabinet pendant les cinq années où Touadéra est le Premier ministre de François Bozizé (2008-2013).
Lors de la campagne présidentielle de 2015-2016, il est le directeur de campagne de Touadéra. Le 2 avril 2016, il est nommé Premier ministre,.
Le 5 mai 2021, Simplice Sarandji est élu président de l'Assemblée nationale.

## Publications
- La République centrafricaine peut-elle s’en sortir ?, éd. Le Renouveau, Bordeaux[1]